# Supercopa Turca de Voleibol Masculino de 2009
A Supercopa Turca de Voleibol Masculino  de 2009 foi a primeira edição desta competição organizada pela  FTV. Participaram do torneio duas equipes, os campeões da Liga A Turca e da Copa da Turquia.

## Sistema de disputa
O Campeonato foi disputado em um jogo único.

## Equipes participantes
Equipes que disputaram a Supercopa de Voleibol de 2009:
| Equipe      | Cidade   | Qualificação                       | Última participação |
| ----------- | -------- | ---------------------------------- | ------------------- |
| İstanbul BB | Istambul | Campeão da Liga A Turca 2008–09    | Estreante           |
| Arkas SK    | Esmirna  | Campeão da Copa da Turquia 2008-09 | Estreante           |

## Resultado
| 20 de outubro de 2009 17:30 Relatório | İstanbul BB | 3 — 1                   | Arkas SK    | Selim Sırrı Tarcan Sport Hall,Ankara Árbitro(s): TUR Aziz Yener TUR Çetin Ok |
| 20 de outubro de 2009 17:30 Relatório | 26 16 25    | Set 1 Set 2 Set 3 Set 4 | 24 25 22 21 | Selim Sırrı Tarcan Sport Hall,Ankara Árbitro(s): TUR Aziz Yener TUR Çetin Ok |

## Premiações
| Supercopa Masculina de 2009     |
| Turquia                         |
| ------------------------------- |
| İstanbul BB Campeão (1º título) |